# سید احمدرضا شاهرخی
سید احمدرضا شاهرخی (زادهٔ ۱۳۴۵ خرم‌آباد) روحانی شیعه ایرانی است که امام جمعهٔ خرم‌آباد و نمایندهٔ ولی فقیه در استان لرستان از نیمه آذر ۱۳۹۸ است. وی تحصیلات حوزوی خود را نزد ناصر مکارم شیرازی، حسین وحید خراسانی و جعفر سبحانی پیگیری کرد. وی دارای دکتری فلسفه و کلام بوده و علاوه بر تدریس دروس دانشگاهی تاکنون چندین جلد کتاب و مقاله به رشتهٔ تحریر درآورده است.